# Conexión Miami
Miami Connection es una película independiente sobre los artes marciales, protagonizado por Y.K. Kim, quién también la escribió y la produjo. Originalmente, era difamado por los críticos y recibió malos resultados de taquilla cuando se estrenó. Quedó no conocido por décadas hasta que Drafthouse Films la restauró para un estreno propio en 2012. Se estrenó por DVD, Blu-ray, VHS de edición limitada, y varias opciones de descargo digitales en 11 de diciembre de 2012. Desde entonces, la película se ha recibido mejor por el público y ha cultivado fanáticos.

## Trama
Un negocio de cocaína en Miami se interrumpió por un grupo de ninjas en motocicleta liderados por Yashito, quienes roban las drogas y vuelven a Orlando para recrearse. En un club, el asociado de relación estrecha de Yashito, Jeff, ve a su hermana Jane en el escenario, quién tiene una relación romántica con John, el bajista del conjunto del club, Dragon Sound, un conjunto étnicamente diverso de cinco estudiantes universitarios que son mejores amigos. Viven juntos, se entrenan Taekwondo juntos, asisten juntos a la Universidad de Florida Central y son todos huérfanos. Jeff desaprueba la relación de su hermana y lo enfrenta en la escuela, pero Mark, guitarrista rítmico de Dragon Sound e instructor de Taekwondo y figura paterna para los otros miembros de la banda, se enfrenta a él.
Un otro conjunto confronta al dueño del club sobre su contratación de Dragon Sound, pero le dan una paliza. El líder trae un grupo grande de vándalos a Dragon Sound y se luchan en la calle, pero Dragon Sound les vencen con Taekwondo. Por eso, el grupo rival pide ayuda a Jeff, quien les convoca a Dragon Sound para luchar en una estación de tren, pero son muy derrotados por sus habilidades mejores de artes marciales. Jeff vuelve a intentarlo por secuestrarlo a Tom, el principal guitarrista y cantante de Dragon Sound. Los otros miembros organizan un rescate, en el que liberan a Tom y por accidente matan a Jeff. Yashito se enfada por su muerte, y busca venganza.  
Mientras, el teclista del conjunto, Jim, ha revelado que él está buscando a su padre perdido. Por fin, recibe la noticia de que su padre se ha localizado, así que el conjunto combina su dinero para comprarle un traje y después va al aeropuerto. Por el camino, Yashito y su grupo rodean a Mark, Jim, y John y los persiguen hasta un parque, en el que se pelean. Jim resulta gravemente herido, pero John y Mark logran matar a todos los ninjas, y Mark mata a Yashito en combate individual. En el hospital, Jim sobrevive sus heridos y se reencuentra con su padre arrepentido. 

## Reparto
- Y. K. Kim como Mark, guitarrista de ritmo coreano de Dragon Sound, y entrenador de Taekwondo y figura paterna para el grupo
- Vincent Hirsch como John, bajista irlandés-americano de Dragon Sound, y el novio de Jane.
- William Ergle como Jeff, el líder de un grupo de vándalos que es asociado con el grupo de Yashito, y el hermano de Jane.
- Siyung Jo como como Yashito, líder de una banda de ninjas asociada con la banda de vándalos de Jeff.
- Kathie Collier vocalista invitada de Dragon Sound, la novia de John y la hermana de Jeff.
- Joseph Diamond como Jack, batería israelí-americano de Dragon Sound.
- Maurice Smith como Jim, teclista coreano/afroamericano de Dragon Sound.
- Angelo Janotti como Tom, guitarrista/vocalista principal italoamericano de Dragon Sound.
- John Leeson como Profesor n.º 1, profesor de ciencias informáticas.

## Producción
La película se hizo en 1987. Director Richard Park (también conocido como Park Woo-sang) vio a Y. K. Kim en el programa de entrevistas coreano Reunirse a 11 P.M. (11시에 만납시다). Kim promocionó un libro sobre el Taekwondo.Se le ocurrió la historia mientras veía la entrevista. Los primeros planes incluían el papel de Bobby Kim (sin parentesco con Y.K. Kim) como uno de los dos hermanos, mientras que Y.K. Kim interpretaría al otro. El título provisional era TaeKwon-Do.
Kim presta dinero de amigos, pidió préstamos, gastó su ahorro, e hipotecó su escuela de Taekwondo para financiar la película. Nunca había hecho una película. Erin Sullivan de Orlando Weekly dijo que Kim "no tenía ninguna idea de lo que estaba haciendo".Kim dijo que esperaba encontrar un distribuidor para que la película se mostrara nacionalmente, pero cientos de compañías de distribución rechazaron la película, incluso todos los distribuidores principales y varios distribuidores independientes. Luego dijo "todas las compañías de distribución la rechazaron después de proyección y me dijeron 'no pierdas el tiempo. Lo tira en la basura. Es terrible.'"
Después del rechazo, Kim seguía refilmando y rehaciendo producciones. Una compañía de distribución la compró por $100,000. Sullivan dice que Kim planeaba "hacer una película que llama la atención a 'acción de artes marciales emocionante(no generado por la computadora)'".

## Estreno
La película se estrenó en agosto de 1988 en ocho teatros en Orlando y también se proyectó en Daytona Beach y Melbourne, Florida. También se estrenó en Alemania Occidental.Kim dijo "estaba tan emocionante, y no tenía duda que todos los teatros se llenarían sería un éxito de taquilla." Sin embargo, Miami Connection tenía una recepción crítica horrible y su carrera en los cines terminó después de tres semanas. El Orlando Sentinel la llamó la peor película de 1988. Tenía un presupuesto de $1 millóny casi quebró a Kim. 
Rob Humanick de Slant Magazine comentó que la película debía ser presentado en un episodio de Mystery Science Theater 3000, y que "probablemente se habría visto como un espécimen de premio y fue a la yugular."

### Reestreno
Mucho tiempo después, Miami Connection se convertía en un película de culto. Y. K. Kim dijo que varios años antes de 2012, varios revistas y programas de entrevistas pidieron entrevistas sobre Miami Connection, y que él negó la mayoría de los solicitudes.
En 2009, Zach Carlson, un programador en Alamo Drafthouse Cinema en Texas, la encontró en Ebay e hizo una oferta de $50. Carlson proyectó la película en el cine de Austin (Texas ) y encontró una recepción positiva, así que la dio al director creativo de Drafthouse Films, la división de distribución de los cines Alamo Drafthouse. El director, Evan Husney, llamó a Kim y le pidió permiso para reestrenar la película. Al principio, Kim creyó que sus peticiones eran bromas, por lo que negó las llamadas varias veces. Kim declaró: "Yo preguntaba a mí mismo por qué querían distribuir esta película que el público había rechazado y Hollywood había tratado como basura hace 25 años" Husney y Kim negociaron durante varios meses antes de llegar a un acuerdo para reestrenar la película En el verano de 2010 se proyectó como parte de los Miércoles Extraños de Alamo Drafthouse. Rob Humanick, de Slant Magazine, dijo: "La respuesta fue inmensa, casi trascendente, lo que llevó a repeticiones y, en última instancia, a un reestreno limitado".
La película se proyectó en el Festival de Cine Asiático de Nueva York y en el Festival Everything Is, donde tuvo una acogida positiva. Erin Sullivan, de Orlando Weekly, dijo que "Drafthouse ha ayudado a conectar esta película con su público con una serie de proyecciones a medianoche en festivales de cine y cines de Nueva York, Miami, Atlanta, Seattle y, esta semana, Orlando".

## Recepción y herencia

### Estreno original
Durante el estreno original, el público ignoró la película. El Orlando Sentinel la llamó la peor película de 1988.Roger Hulbert del South Florida Sun Sentinel escribió, "a falta de una sinopsis mejor, Miami Connection es una película de cocaína-guerra-rock-ninja-pandillas, con aspiraciones de ser una película musical de acción y aventuras" y que "Y. K. no puede hablar."El título de la reseña por Jay Boyar del Orlando Sentinel era "Si no puede decir algo simpático".

### Revaluaciones
La recepción ha sido más favorable después de 2009. La mayoría de reseñas eran positivas. En Rotten Tomatoes, la película tiene una valoración de 65%, basado en reseñas de 20 críticos. En Metacritic, tiene una puntuación de 56 de 100, basado en reseñas de 4 críticos, que indica "críticas mixtas o medias."
Erin Sullivan del Orlando Weekly declaró que "la película se ha recibido sorprendamente bien desde su reestreno – o al menos, recibió por lo que es y no se les exija un nivel de exigencia poco realista."Rob Humanick, de Slant Magazine, concedió a la película tres estrellas y media de cuatro y escribió que "la ames o la odies, es dudoso que la olvides, y puede que te obligue a redefinir tu definición de lo que constituye el 'buen' cine".Rich Juzwiak, de Gawker, escribió que la película era "tan mala que es esencial".David Schmader, de The Stranger, escribió que "decir que Miami Connection es mala es quedarse corto. Miami Connection es tan mala que hace que The Room de Tommy Wiseau parezca fresas salvajes" y que "pero de este trágico desastre de fracaso e incompetencia emerge un espíritu claramente dulce. Su fuente es el juego acumulado y el buen espíritu deportivo de todos los implicados en Miami Connection, que está empapado de una alegría bobalicona que es contagiosa".Jacquie Allen, de Tucson Weekly, dijo que "Miami Connection es posiblemente la película más graciosamente terrible que se hizo en los 80, lo que no es poco... la película ha ganado un culto de seguidores a lo largo de los años y con razón: es una de las mejores películas malas que se han hecho."
Miami Connection se presentó durante un evento Rifftrax Live en octubre de 2015. Y.K. Kim, en declaraciones a Paste, agradeció que el evento Rifftrax volviera a llevar la película a las pantallas de cine, aunque se burlaran de ella, y planeó ver el evento él mismo.
Se hace referencia a Miami Connection en el vídeo musical de la canción de éxito número 1 de Pharrell Williams "Happy" (2014), donde se ve al primer bailarín usando una camiseta de corte Dragon Sound
En 2017, la película fue objeto de un episodio en directo del podcast de comedia How Did This Get Made? que se publicó posteriormente en su página web el 15 de septiembre de 2017.
Durante la primera temporada de la serie web Best of the Worst, de Red Letter Media, Miami Connection fue una de las tres películas visionadas por el jurado. Por 3 votos a 1, la película fue elegida "La mejor de las peores", superando a Deadly Prey, de David A. Prior, y Hard Ticket to Hawaii, de Andy Sidaris. El episodio concluye con la opinión de Jack Packard: "Y.K. Kim tenía una visión, y su visión es una gloria horrible".